# Defensora Sollerense
La Defensora Sollerense (en catalán, Defensora Sollerica) es una sociedad deportiva de Sóller (Mallorca, Islas Baleares, España). La sociedad fue creada en 1877 con el nombre de Sociedad Defensora Sollerense. Sociedad de artesanos y labradores, recreativa y de socorros mutuos. Como señala su nombre original, era una sociedad asistencial para sus afiliados, básicamente de extracción social modesta.
En 1959 se suprimieron todas las actividades de previsión social y socorros mutuos, limitándose desde entonces a fines culturales y posteriormente en exclusiva a prácticas deportivas.
Actualmente La Defensora mantiene su actividad a través del ciclismo y el cicloturismo bajo la denominación de Club Ciclista Defensora Sollerense (CCDS), obteniendo buenos resultados a nivel nacional. A pesar de su denominación actual, la asociación deportiva fomenta todo tipo de actividades sin estar necesariamente relacionadas con el ciclismo, como el tiro de honda.
La entidad mantiene su local social en la calle Reial nº 15 desde su fundación. Con los cambios sobrevenidos en la Sociedad en cuanto a sus actividades ha perdido toda la utilidad que tuvo en el pasado y permanece cerrado, o alquilado parcialmente con usos provisionales. Destaca por sus dimensiones su teatro, el cual fue escenario de todo tipo de actos y acontecimientos sociales en Sóller en épocas pasadas. Fue cedido al Ayuntamiento en 1999, con el propósito de rehabilitarlo y convertirlo en un auditorio municipal. Paralizado durante años, el proyecto de reforma ha sido reimpulsado recientemente.